# Lịch sử khoa học

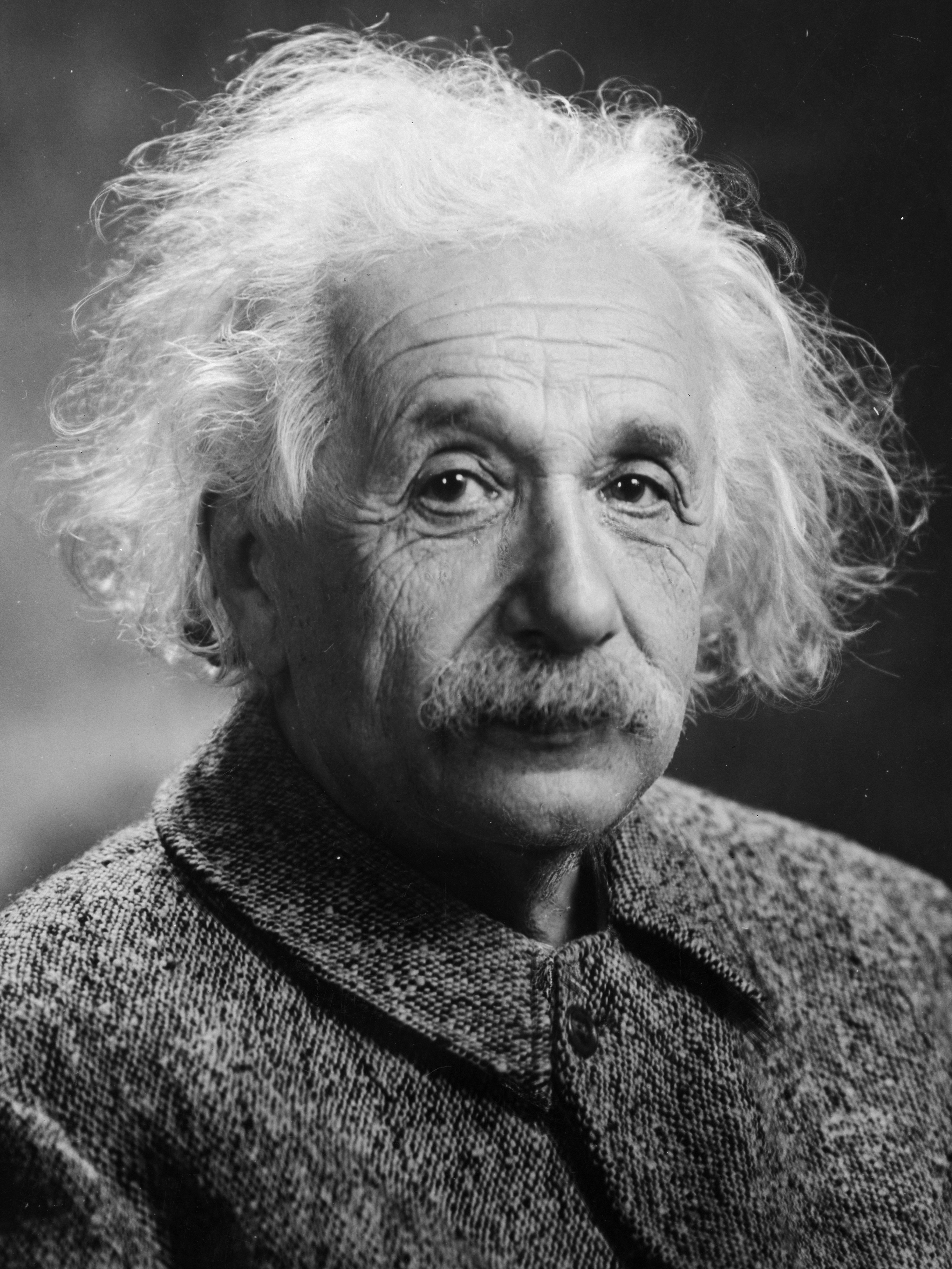
Albert Einstein

Khoa học là một tổng thể của kiến thức thực nghiệm, lý thuyết và thực tế về thế giới tự nhiên, do các nhà nghiên cứu trên toàn thế giới phát triển với các phương pháp khoa học, trong đó đặc biệt là sự quan sát, giải thích, và dự báo những hiện tượng của thế giới thực bằng thực nghiệm.

## Những nền văn hóa sớm
Vào thời tiền sử và cổ đại,  khoa học  phát triển từ nhu cầu giải thích thế giới và những đòi hỏi thực tế của con người như đo đạc, tính toán, làm thủy lợi, dự báo thời tiết... Khoa học thời kỳ này còn mang nặng tín ngưỡng, tôn giáo và sự thần bí. Những nền khoa học cổ đại sớm phát triển ở Ai Cập, Hy Lạp-La Mã, Ấn Độ và Trung Quốc.

## Khoa học thời trung đại
Khoa học thời kỳ này đặc biệt phát triển mạnh mẽ ở thế giới Hồi giáo và trung cổ châu Âu. Những phát minh khoa học đưa đến sự phát triển mạnh mẽ của châu Âu và góp phần hình thành Thời kỳ Khai sáng.

## Khoa học thời hiện đại
Khoa học thời hiện đại phát triển ở rất nhiều lĩnh vực với nhiều thành tựu ở vật lý, hóa học, địa lý, thiên văn học, sinh học, y học, công nghệ gen, sinh thái học và các ngành khoa học xã hội.